# Belassitza Petritch
Maillots
Le Professionalen Futbolen Klub Belassitza Petritch (en bulgare : Професионален Футболен Клуб Беласица Петрич), plus couramment abrégé en Belassitza Petritch, est un club bulgare omnisports fondé en 1923 et basé dans la ville de Pétritch.
Le club possède notamment des sections de handball et de football.

## Historique
- 1957 : fondation du club

## Palmarès
| Compétitions de handball                                                  |
| ------------------------------------------------------------------------- |
| - Championnat de Bulgarie (3) : - Champion : 1991-92, 1992-93 et 1993-94. |

## Personnalités du club

### Présidents
- Kostadin Hadjivanov
- Hristo Mazneykov

### Entraîneurs (football)
| - Pavel Panov - Kiril Ivkov - Vasil Metodiev - Grigor Petkov (1999 - 2000) - Ludmil Goranov (2000 - 2001) - Yordan Arsov - Krasimir Chakarov - Slovomir Katic (2002 - 2003) - Petar Mihtarski (2003 - 2004) |  | - Stevica Kuzmanovski (2005 - 2007) - Miroslav Mitev (2007) - Naci Şensoy - Stjepan Deverić (2008) - Nikolai Dimitrov - Shukrie Goran - Alyosha Andonov |